# Ezzel még tartozom
Ezzel még tartozom címmel jelent meg 1997-ben a tizedik Demjén Ferenc nagylemez.

## Az album dalai

### A oldal
1. Nekünk nincs ami ellenáll (Menyhárt János-Demjén Ferenc)
2. Ki marad majd a barátom? (Menyhárt János-Demjén Ferenc)
3. A motor és a rock'n'roll (Menyhárt János-Demjén Ferenc)
4. Aki mellénk áll (Holló József-Demjén Ferenc)
5. Ezzel még tartozom (Menyhárt János-Demjén Ferenc)

### B oldal
1. Egyirányú utca (Závodi Gábor-Demjén Ferenc)
2. Rózsaszín köd szállt ránk (Menyhárt János-Demjén Ferenc)
3. Jó hír kell (Závodi Gábor-Demjén Ferenc)
4. Álmaimon át (Holló József-Demjén Ferenc)
5. Miért maradtunk gyermekek? (Demjén Ferenc)

## Közreműködtek
- Demjén Ferenc – ének
- Menyhárt János – gitár, vokál
- Závodi Gábor – billentyűk, vokál
- Holló József – billentyűk
- Solti János – dobok
- Bársony Attila – vokál
- Delhusa Gjon – vokál